# Партия свободомыслящих
Па́ртия свободомы́слящих (ПС) — российская леволиберальная политическая партия, действовавшая в 1905—1906 годах.

## Создание
Партия свободомыслящих была основана в конце октября 1905 года в Санкт-Петербурге по инициативе служащего Главного управления землеустройства и земледелия А. С. Романовского-Романько и межевого инженера А. В. Успенского. К середине ноября организация насчитывала около 50 человек в столице. 27 ноября состоялось учредительное собрание ПС, на котором был избран Организационный комитет (в его состав были включены служащий Главного тюремного управления П. А. Болгаревич, бывший студент Санкт-Петербургского технологического института И. Ф. Вейсберг, горный инженер А. А. Козырев и другие).
Согласно уставу партии, её центральными органами являлись съезд, Совет в составе 20 человек (избирался съездом) и исполнительный комитет из 7 человек (избирался Советом). Членами ПС также были созданы специализированные комитеты — для издания книг и брошюр и по оказанию помощи безработным (открытие бесплатных столовых и т. п.).

## Программа
Программа партии вместе с организационным уставом была опубликована в виде двух отдельных брошюр. Мировоззренческие установки ПС в обнародованной программе были разобраны особенно подробно.
Идеалом общественно-политического устройства России для свободомыслящих была «демократическая конституционная монархия». Отстаивая тезис о необходимости коренного реформирования российского общества, члены партии выступали за установление в России «действительно правового и экономически справедливого государственного строя». ПС ратовала за принципы разделения властей, всеобщего гражданского равноправия, свободы слова, союзов, собрания и стачек, неприкосновенности личности и жилищ, за созыв Учредительного собрания для выработки «действительной конституции русского государства».
Установки свободомыслящих в области аграрного вопроса предусматривали создание государственного земельного фонда методом принудительного отчуждения части кабинетских, монастырских, удельных и частновладельческих земель (с непременным выкупом) для предоставления их нуждающимся крестьянам в бессрочное владение на правах аренды, и интенсификацию сельского хозяйства. В сфере рабочего вопроса партия предлагала содействовать развитию промышленного и ремесленного производств на кооперативных началах, ввести 8-часовой рабочий день, улучшить условия труда рабочих и внедрить систему государственного страхования. Программные положения ПС, касающиеся финансовой политики, предполагали коренной пересмотр бюджета (с целью достичь возможного уравнения в распределении материальных благ), введение прогрессивного налогообложения и уменьшение косвенных налогов.
Свободомыслящие выступали за отделение церкви от государства и школы от церкви, развитие сетей образовательных учреждений (школ и народных университетов). Партия настаивала на необходимости проведения судебной реформы, предусматривавшей предоставление населению защиты от произвола властей, расширение компетенции суда присяжных, внедрение условного осуждения и защиты на предварительном следствии.
ПС также ратовала за широкое местное самоуправление и культурно-национальную автономию народов Российской империи (возможность предоставления полной автономии признавалась только для Польши).
Свободомыслящие полностью отвергали «идеи социальной революции» и считали основными средствами борьбы воззвания, митинги и только в крайнем случае — политическую забастовку. Возможность совершенствования тактики связывалась членами ПС с обращением к опыту идейно близких политических организаций других государств — наподобие немецкой Свободомыслящей народной партии во главе с Евгением Рихтером.
Публицист Василий Водовозов отмечал в Энциклопедическом словаре Брокгауза и Ефрона, что программа Партии свободомыслящих «весьма близка» мировоззренческим установкам Конституционно-демократической партии (кадетов). В Советской исторической энциклопедии ПС характеризуется как «либеральная буржуазно-интеллигентская группировка в России, примыкавшая слева (наряду с радикальной партией и группой „беззаглавцев“) к конституционно-демократической партии».

## История
Партия свободомыслящих большей частью состояла из представителей интеллигенции, число рабочих в организации не было значительным, среди крестьян ПС успеха не имела. По информации Департамента полиции, в середине 1906 года в партии состояло около 6 тысяч членов. Для распространения идей свободомыслящих выпускалась еженедельная газета «Мирское дело» (Санкт-Петербург, редактор-издатель В. Ф. Караваев).
Перед выборами в Государственную думу I созыва ПС ратовала за объединение прогрессивных партий в единый блок. В Санкт-Петербурге свободомыслящими был выставлен общий список кандидатов с близкой по духу Партией демократических реформ, а в перечень выборщиков от столицы, предложенный кадетами, были включены некоторые члены ПС, которые при избрании членов Государственной думы голосовали за конституционных демократов. По результатам выборов ни одному из представителей Партии свободомыслящих не удалось избраться в нижнюю палату парламента.
Деятели ПС в целом разделяли программные установки кадетов, но при этом критически относились к деятельности фракции конституционных демократов в Государственной думе I созыва, считая кадетскую тактику «слишком парламентской» и излишне осторожной, не учитывающей суть переживаемого обществом момента. По представлению свободомыслящих, «страна слишком измучена… чтобы сохранить спокойствие и не ринуться стихийно в бой с заклятым врагом её свободы и благоденствия». Обращаясь к членам Государственной думы, ПС призывала их стать «правительством русской революции», принять руководство революционным движением, «ввести его в русло и направить удар народной волны на разрушение устоев старины». Согласно замыслу свободомыслящих, для этого членам нижней палаты парламента было необходимо призвать народ к единению, организовать народную милицию и подчинить себе вооружённые силы.
После начала работы Государственной думы I созыва активность ПС начала сходить на нет. В декабре 1906 года Партия свободомыслящих фактически свернула свою деятельность, после чего многие сторонники партии присоединились к кадетам.